# 傅斯年
傅斯年（1896年3月26日—1950年12月20日），字孟真，山東聊城人。祖籍江西永豐，历史学家、学术领导人、五四運動学生领袖之一、国立中山大学文科学长、中央研究院歷史語言研究所所長、國語日報社董事長。曾任國立北京大學代理校长、國立臺灣大學校長。他提出“上窮碧落下黃泉，動手動腳找東西”之原則影响深远。傅斯年為人性格耿直，嫉惡如仇，而且文章見解深入，眼光銳利獨到，即使在抗日戰爭期間踏入政壇，成為國民參政會參政員，仍不改其志，甚至在任內搜集證據，在1944年以「美金公债案」公開炮轟當時的「皇親國戚」孔祥熙，將孔趕下台；後於1947年的「搶購黃金風潮」中，炮轟時任行政院長，有發國難財之嫌的宋子文，再將宋子文趕下台，時稱「傅大炮」。

## 家世
其七世祖为清朝第一位状元傅以渐，曾官至兵部尚书、武英殿大学士。
侄子傅樂成隨他到台灣，在台灣大學歷史系歷任助教、講師、副教授、教授，1970年代出版《中國通史》。

## 生平

### 早年

傅斯年的中華民國國民身分證。

傅斯年幼年喪父，由祖父及母親撫育成人。1909年就读天津府立中学堂。1911年，与聊城乡绅丁理臣长女丁馥翠结婚；1913年考入北京大学预科，四年考试三次全班第一。1916年進入北京大學。
1918年春夏，与罗家伦、毛子水等20餘人组织新潮社，仿效《新青年》创办《新潮月刊》，提倡新文化，与北京大學国粹派论战，影响颇广。傅斯年也因此成为著名学生领袖。1919年，五四運動時，北京大學等十三所院校三千餘名學生匯集天安門，舉行了聲勢浩大的示威活動，傅斯年擔任總指揮扛著大旗走在遊行隊伍最前面。
1920年，受蔡元培推薦出洋留學，先入英国爱丁堡大学，后转入倫敦大學學院攻讀心理學碩士學位，1923年6月轉赴柏林大學人文學院。在遊學六年半時間中，大部份時間都在研讀實驗心理學，在柏林大學後期才開始閱讀比較語言學並學習東方語言，但他並沒有取得任何學位。

### 学术经历
1926年10月，因得知北伐成功而回國，傅斯年也在邀請之下接受国立中山大学之聘；1927年，任該校文科學長（文學院院長，並兼中国语言文学系和史學兩系之主任）。1928年积极筹划并负责创建了中央研究院历史语言研究所。1929年，傅斯年組織史語所遷至北京。
1934年夏天(39歲)，和元配丁馥翠离婚，丁馥萃一生未再嫁，身后无一子女。8月5日，与同學俞大维的妹妹俞大綵在北平结婚。1935年9月15日，兒子仁軌出生。

1936年1月28日，隨史語所遷居南京。抗戰爆發，傅斯年被邀請到南京向蔣介石提供對外事務的意見，後來被選為國民參政會參議員。1937年，戰事迭起，日軍轟炸連連，史語所幾經周轉取道越南遷入昆明。10月又遷至昆明郊外。1940年9月出任中央研究院总干事，11月為躲避空襲搬到四川南溪縣的李莊。

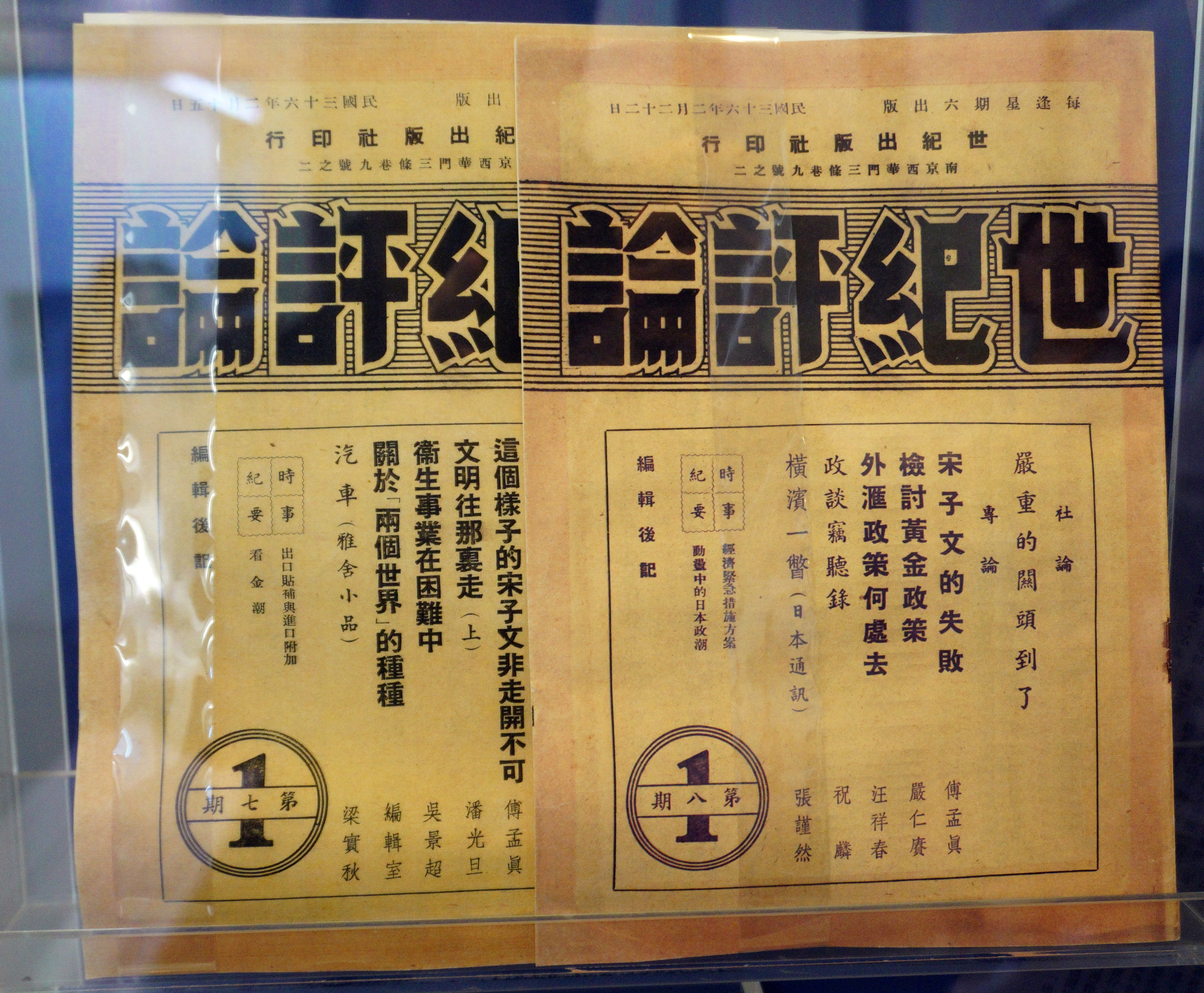
傅斯年在《世紀評論》抨擊宋子文。

### 炮轰孔祥熙
1942年10月的国民参政会三届一次大会上，联合徐炳昶提出《请中央彻查中央信托局历年办理各国立院校及研究机关机构之情形并速谋改善方法案》，指出国家图书仪器自归中央信托局购置后，其间政府虽拨有巨款，但“图书十之八九买不到，仪器则绝迹矣”；认为之所以如此，掌管购置图书仪器的中央信托局负有重大责任，因此建议清查中央信托局关于国立院校及研究机关购置图书仪器的经费。该议案虽经国民参政会大会通过，送请政府相关部门处理，但最终不了了之。
1943年，傅斯年从中央银行国库局及有关方面传言中得到一些孔氏贪污美金公债的线索，但苦于当时没有直接的证据，在1943年10月的国民参政会三届二次大会上提出了《请政府彻查专卖真相，如有弊窦依法惩处各级负责人员案》。该议案虽然没有直接点出孔氏的名字，但由于要求“彻查专卖真相”，在大会上引起了轰动。当时在重庆的《大公报》认为该议案对于“帮助政府施政，甚有贡献”。
1944年，傅斯年在国民参政会三届三次大会上向行政院院長孔祥熙發難，揭發孔貪污舞弊，对朋分尚未售出的美金公债储蓄券提出口头质询，罵孔祥熙是皇親國戚。财政部给予了答复，但采取敷衍塞责的态度，致使傅斯年没有找到确凿的证据。1944年11月致信蒋介石，再次提到美金公债蓄储券事，强烈要求对中央银行、中央信托局进行清理整顿。事後蔣介石親自請他吃飯。蔣介石問：“你信任我嗎？”傅斯年答：“我絕對信任。”蔣介石說：“你既然信任我，那麼就應該信任我所任用的人。”傅斯年立刻說：“委員長我是信任的，至於說因為信任你也就該信任你所任用的人，那麼，砍掉我的腦袋我也不能這樣說。”1947年2月15日和2月22日分別發表了兩篇文章：《這個樣子的宋子文非走開不可》和《宋子文的失敗》，痛批當時行政院長宋子文：「自抗戰以後，所有發國難財者，究竟是哪些人？照客觀觀察，套購外匯和黃金最多的人，即發財最多的人。」硬是把宋子文逼下台。
1945年7月国民参政会四届一次大会召开前夕，傅斯年通过参政员陈赓雅，终于弄清楚了侵吞美金公债的事实。在这次大会上，傅斯年参与陈赓雅议案的联署、支持陈氏议案外，还单独提出了《彻查中央银行信托银行局历年积弊，严加整顿惩罚罪人以重国家之要务而肃官常案》。该议案超出美金公债个案，要求对财政金融系统进行一次总清算。议案称：“中央银行实为一切银行之银行，关系国家之命脉。然其组织直隶国府，不属于财政部或行政院。历年以来，以主持者特具权势，道路虽啧啧烦言，政府并无人查问，而一有事实暴露，即为触犯刑章。如黄金案主角之郭景琨，已在法院取保矣，而国库局私自朋分成都未售美金公债一案，至今尚未送法院。由此例之，其中层层黑幕，正不知几许。至于中央信托局，亦每以触犯刑章闻。如前者之林良案，今者黄金案中钟锷、黄华以下皆涉及。此等机关如不彻查严办，必不足以肃国家政纪。”傅斯年提议：(1)由政府派定大员，会同专家、监察院委员、本会公推之代表(必为参政员)，彻查其积年之账目与事项，有涉及犯罪之嫌疑者，分别轻重，一律移送法院或文官惩戒委员会。此项彻查人员，得接受人员呈诉之项目。(2)进行改组，使中央银行改隶财政部或行政院，取消中央信托局。两者历年主持之人，在其主持下产生众多触犯刑章之事，应负责一齐罢免。其有牵涉刑事者，应一并送交法院。该案经参政会大会讨论，决议修正通过，送请政府迅速切实办理。1945年7月24日，孔祥熙辞去中央银行总裁一职，不久去美国定居，从此离开了中国政治舞台。

### 延安之行
抗日战爭后期，日本战败已是不争的事实，国共两党亦开始考虑未來國家的執政問題。此时，一些中国民主同盟的成员希冀未来由三方共同执政，因此决定前往延安说服中共。1945年6月2日，黄炎培、章伯钧等民盟成员拉上无党派人士傅斯年共7人联合致电毛泽东，提出访问延安。两个星期后，毛才复电，表示欢迎；蒋介石亦不表示反对。
1945年7月1日，褚辅成、黄炎培、左舜生、章伯钧、傅斯年、冷遹一行六人，乘专机到达延安，毛泽东、朱德、周恩来等中共领导人亲自到机场迎接。7月2日下午，毛泽东、朱德、刘少奇、周恩来在延安杨家岭会见六位學者，共商国共合作事宜。晚上，毛泽东专门设宴款待。
由於毛澤東曾經擔任北京大學的圖書館助理员，基於所謂的「北大情意結」，他单独拿出一个晚上与傅斯年进行交谈，其中最著名的一个细节是，当毛澤東谈及傅斯年曾在五四运动大出风头，并为反封建与新文化运动作出偉大贡献时，傅斯年回应道：「我们不过是陈胜、吴广，你们才是项羽、刘邦。」
傅斯年在返回重庆之前，请毛泽东题字留念，对方慨然允之，便笺曰：
遵嘱写了数字，不像样子，聊做纪念。今日闻陈胜、吴广之说，未免过谦，故述唐人诗以广之。

　敬颂

旅安

條幅這樣寫道：
竹帛烟销帝业虚，关河空锁祖龙居。坑灰未烬山东乱，刘项原来不读书。
7月5日，访问团成员离开延安回到重庆。与同行的學者不同，傅斯年對毛澤東其人，有着极为独特的观感和政治洞见。他回来后曾与中央大学校长罗家伦几次说过，延安的作风纯粹是专制愚民，也就是反自由、反民主的作风。他在同毛泽东的夜談中，发现其对于坊间各种小说，连低级的趣味小说內容都相當熟稔，而他正是通过这些材料去研究民众心理，加以利用，因此傅斯年认为毛澤東不过是「宋江」之流。
此外，罗家伦在回忆文章中还提到一件事：当傅斯年与毛澤東漫步到礼堂，看到密密麻麻、各地献给毛澤東的锦旗时，他不无讽刺地说了一句：「堂哉皇哉！」毛有点察觉到，但并没有回应。
对于同行的民盟成员，傅斯年认为他们很没有出息。他毫不留情地批評章伯钧是由第三党去归宗，最无耻的是黄炎培，把毛澤東送给他们的土织毛毯，视为皇帝钦赐的陀罗经被一样，大概是想把这当作护身符，因此傅斯年十分看不起他们。

### 北大校長
1945年，傅斯年出任北京大學代理校長，堅持「民族氣節」、「正是非，辨忠奸」，決意反對留用汪精衛政權時期北京大學教員，所有汪精衛時期北京大學的教職員都被開除，學生學籍和學歷都不承認，要先補習才能參加學歷甄審入新北大。
傅以汪精衛政權華北政務委員會國立北京大學的圖書資料和設備房舍為基石重新開始，結合原國立西南聯合大學和新邀聘的朱光潛、金克木、季羨林等師資，成立擁有文、法、理、醫、工、農6個學院和文科研究所（擁有陳寅恪等多位導師）的國民政府國立北京大學，並邀請朱光潛主持西方語文學系，在文學院新成立東方語文學系，請從德國學梵文回來的季羨林做主任，與金克木等教梵語、巴利語，馬堅等教阿拉伯語，抗日战争前周作人創辦的東方文學系只有日本語專業，而且早已停辦（金、朱是從武漢大學請來）。各院院長依序是湯用彤、周炳琳、饒毓泰、馬文昭、馬大猷、俞大紱。
傅自己承認「有一件好事，即北大並無太大之損失……尤其好者，是偽文學院添了好些書。」，對自己的老師周作人為首的留平北大人仍極力清算。周作人寫的“倉卒騎驢出北平，《新潮》餘響久消沉，憑君篋載登萊臘，西上巴山做義民。”和“次有齊魯民，生當靖康際，沿途吃人腊，南渡作忠義，待得到臨安，餘肉存几块，哀哉兩腳羊，束身就鼎鼐，犹幸製熏腊，咀嚼化正氣，食人大有福，终究成大器，講學稱賢良，聞達參政議，千年誠旦暮，今古無二致，舊事倘重來，《新潮》徒欺世，自信實雞肋，不足取一胾”對學生傅君怨恨諷刺也不是偶然。
12月1日，北大左翼學生舉行公開集會譴責國民黨腐敗和專權，邱清泉派遣士兵鎮壓，導致4名學生死亡。學生發動罷課，傅出面勸導，許諾政府作出讓步，說服學生停止了運動。1945年冬，他也開始著手將史語所從四川搬回南京。
1946年3月的国民参政会四届二次大会上，傅斯年提出了《续请政府彻查中央信托局历年积欠各大学及研究机关之外汇，将其归还原主并改订以后代理学校及研究机关购买书籍仪器之办法案》。
1946年9月6日，傅斯年將北京大學校長一職交給先前在美國辦外交的候任校長胡適。在傅短暫擔任北大校長的期間，他增設了工學院，農學院和醫學院。

### 台大校長

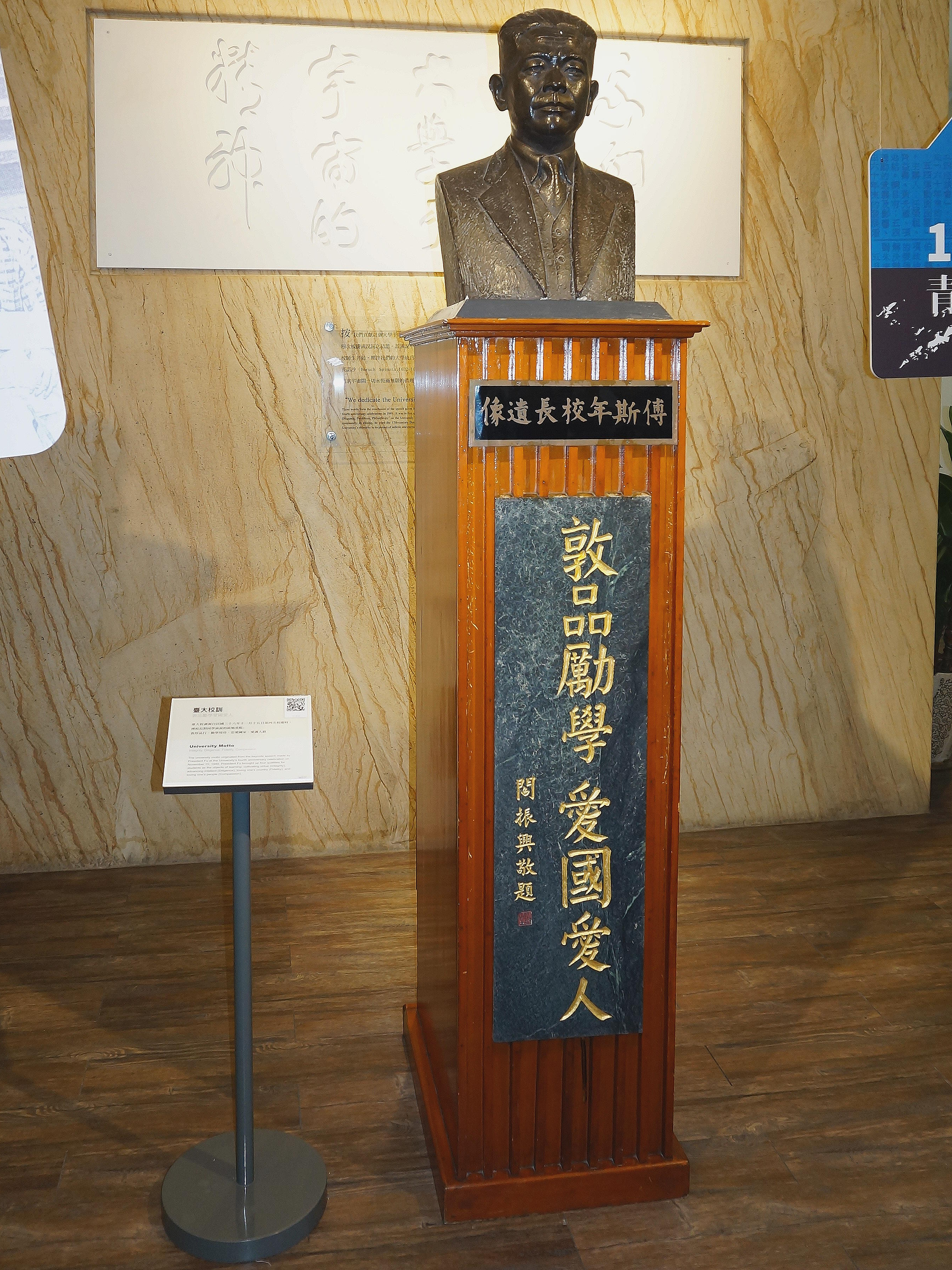
臺大校史館2樓傅斯年胸像

1947年2月14日，參政會駐會委員會開會，參政員紛紛抨擊國民政府之經濟政府政策，指斥少數人搜括國富民財，要求國民政府迅採有效辦法；傅斯年稱：現在國家資本被官僚資本吃盡，官僚資本又被豪門資本吃盡，此現象如不取締，國家將陷於極端危險的境地:8286。6月，他的高血壓導致身體衰弱，因此和家人一起赴美養病，中研院史语所所长一职交由夏鼐代理。他大部分時間待在新港，並在哈佛大學百利罕醫院接受治療。
1948年春，在未列席的情況下被選為立法委員，而且被選為立法院副院長，但這個議案並沒有實施。3月，當選為中央研究院第一屆院士。8月，回國。12月15日，南京行政院批准臺灣大學莊長恭校長辭職，同時發表傅斯年校長的人事案。
1949年1月5日，陳誠接掌台灣省政府，當日即致電傅斯年「弟已於今日先行接事，介公深意及先生等善意，恐仍須有識者之共同努力，方能有濟。弟一時不能離台，希先生速駕來台，共負巨艱」。1月19日，他搭機飛到台北，1月20日從代理校長杜聰明（1948年12月7日開始代理）手中接任國立臺灣大學校長。
1949年6月學期結束前，發生文學院外文系李霽野教授棄職逃離台灣事件（李在四六事件后逃走，輾轉到了天津）。
1949年7月11日，筆名葉青的任卓宣在台北《民族報》發表《寄傅斯年先生的一封公開信——論反共教育與自由主義》，指控傅校長不但是蔡元培、胡適兩先生之高足，且繼承北京大學自由講學、自由研究的傳統風氣。出任臺灣大學校長後，亦將自由主義作風帶到臺灣來，在學術自由的掩護下，所聘教授中，竟有共黨分子和親共分子，以致學校成為政治上的特區，院系成為共產黨的溫床，赤焰相當高漲。
傅斯年發表了《傅斯年校長的聲明》和《傅斯年校長再一聲明》，表示「對於文學院教授李霽野無故離職，傳聞前往共區一事，已經校內行政會議決議予以停薪處分，並函請警備司令部派員查明在案，校方完全依法辦理，豈有袒護親共分子之理？學校必定有聞便查，查明便辦，絕不護短。」
從這件事可看出傅試著要在中國國民黨的反共思想和北京大學式的兼容多元學風中取得平衡的艱苦。
受命於危亂之際，他積極「替台大脫胎換骨」。坐上臺大校長交椅的傅斯年，再度施展出當年敢打硬沖，“凡事先騎上虎背”的本領，對臺大積習實實在在地來了一番大刀闊斧的改造，不論是通過誰的條子和門路，后臺有多硬，凡不合學術水準，濫竽充數的教授，全部驅逐出校門。校內職員，特別是原“帝大”時遺留的醫務人員，凡無醫療常識，不知救死扶傷為何事，只想自己的薪水待遇者，一律解聘。未出幾個月，傅斯年掄圓了手中的權力之刀，如同切西瓜一樣“稀里咔嚓”，將七十余名不合格教授與職工切掉，趕出校園。自此，臺大面貌為之一新，形成了一個蓬勃向上的局面。許多年后，無論是傅的追捧者還是被趕走的對立面，在回憶這段往事之際，都不得不承認，假如沒有傅斯年，臺灣大學在那樣動蕩的時局中，想要在短時間中迅速崛起，奠定一個現代大學的基礎，確是難以想象和不可能的。據陳雪屏回憶，傅赴臺時健康情形已很是令人担憂，“但他一方面心憂大局，同時銳志要把臺大建設成一個夠世界水準的學府，殫精竭慮，竟無一刻的輕鬆”。當時的教育界評論為傅斯年仿效其恩師、曾任北京大學校長的蔡元培先生改革北大，其同窗、後來成為國立清華大學校長的羅家倫亦是如此改革清大。
傅斯年在臺大的改革使一部分人為之叫好歡呼的同時，自然觸及了許多權貴者的利益，令對方極為不快和惱怒。當時臺大師生反對國民黨腐敗無能，以權謀私等令人激憤的丑行，學潮一浪高過一浪，而傅的對立面借學潮運動趁機發難。有國民黨政客在報紙上發表致傅斯年的公開信，指責臺灣大學優容共產黨，并指名道姓地說法學院長薩孟武“參共親共”，某某院長、系主任是“共產黨分子或參共分子，他們把持院系，排除異己”，把各院系變成培植親共勢力的溫床等，企圖置傅氏于不忠、不孝、不仁、不義的絕地。
傅斯年對臺大中被證明是共產黨員的師生亦不寬容，每有發現均嚴懲不貸。其態度與他處理西南聯大學潮時并無二致。曾不止一次地喊出了“讓布爾什維克滾出臺大！”的響亮口號。但他同時認為，如沒有真憑實據，當局不能肆意進入校園在師生中搜查，更堅決反對隨意指責他人為共產黨。當年西南聯大爆發學潮，并鬧出了人命，他在致俞大綵的信中謂西南聯大學潮“地方當局荒謬絕倫，李宗黃該殺，邱清泉該殺”等便是他做人處世的主張與原則。
正是緣于這一指導思想，傅斯年讀了報上對臺灣大學師生的指責后，既惱又怒，毫不顧及地以“他媽的！”開罵起來，而后采取以牙還牙的戰略進攻態勢，在報上兩次發表措辭強硬的檄文予以反擊：“學校不兼警察任務”，“我不是警察，也不兼辦特工”，“若當局有真憑實據說某人是共產黨，我將依法查辦，但是我辦理這種事，決不能含糊其辭，血口噴人”。最后聲明：“反共須有反共的立場，貪官污吏及其他既得利益階級而把事情辦壞了的，我不能引以為同志。”傅氏聲色俱厲與咄咄逼人的態勢，令對方不得不暫時退卻，伺機而動。
據說，傅斯年常去找蔣中正要辦學經費，他每去一次陽明山，必定是「滿載而歸」，是敢在蔣中正面前從容蹺起二郎腿、抽著煙斗的人。胡適也感慨：說傅斯年是他“最好的諍友和保護人”。
1949年4月6日，台灣大學和臺灣省立師範學院(今台師大)發生“四六事件”，依據陳誠之回憶錄記載：「......我記得我們談話的那一天是四月五日。我問他（按傅斯年）：『南京完了，台灣怎麼辦？』他毫不遲疑說：『先求安定。』接著說到安定的辦法，他說：『要求安定，先要肅清匪諜。』我老實告訴他：『匪諜的大本營，就在你的台大和師範學院。是不是先從這兩處清除？』他當即表示贊成說：『你做，我有三個條件：一、要快做；二、要徹底做；三、不能流血。』我完全接受他的條件......」
據1993年賴澤涵、許雪姬等採訪，時任台灣警備總司令彭孟緝回憶，傅斯年於四六事件當下曾向他說：「若有證據該抓就抓，若無證據就不能隨便進學校抓學生！我有一個請求，你今天晚上驅離學生時，不能流血，若有學生流血，我要跟你拚命！」。

### 逝世

位於台北市台灣大學校園的傅斯年墓

晚年傅斯年身體肥胖，患有高血压，医生嘱咐他少吃盐或不吃盐，並戒肉类荤腥。又查出患有胆结石。1950年12月20日上午，傅斯年在臺灣省議會答覆教育行政質詢時過度激動，「突患腦溢血逝世於議場」，享年55歲。
當時有郭大砲（郭國基）罵死傅大砲的說法。省議會副議長李萬居在新聞公佈時说“傅斯年先生弃世”，因其台湾闽南语口音而被其学生听成了“傅斯年先生气死”，引发小规模学潮，直到官方出面解释才平息。傅斯年逝世後，葬於台灣大學校園，校內設有希臘式紀念亭傅園及「傅鐘」；其中，傅鐘啟用後成為台灣大學的象徵，原本為敲五十五下，因其於虛歲55歲去世，敲鐘電子化後每節上下課會鐘響二十一聲，因傅斯年曾說過：「一天只有二十一小時，剩下三小時是用來沉思的。」
傅斯年校長骨灰安奉於臺大傅園之前，暫厝於臺北市溫州街22巷四號，其遺孀俞大綵居所，而該屋舍亦是俞大綵胞兄俞大維、俞大綱舊居。2017年11月13日，臺北市政府文化局文化資產審議第99次會議正式通過俞大維故居為市定古蹟。

## 社會活動
傅斯年對於「教育學」這門學問，跟「國醫」（中醫）也有他獨特見解。
台灣《國語日報》創刊后，傅做了首任董事長，直到去世。

## 政治觀點
傅斯年是民國時期最為著名的反共學者。早在他擔任廣州中山大學教授的時候，就已經對共產黨充滿著不信任。在1932年6月19日《独立评论》當中，傅斯年以《中国现在要有政府》一文，發表他對中國共產黨的看法，他称共产党「是祖传的流寇，不过以前的流寇但由凶年失政造成，今之共产党乃由凶年失政以外，更加以国民经济之整个崩溃而已」。
除了反共外，傅斯年同样反對苏聯，并称「因为民族主义与人道主义，所以反共反苏。我不能用共产党的方法反对共产党，因为若先向共产党拜了老师，用他那一套不讲事理不重人性的办法，则自身先站不住，反共之结果，只有替共产党扩张势力耳。」在傅斯年眼里，中共与苏共是连带的，不可分割的。按他的说法，中共紧随苏共之后，学斯大林那一套，搞的不是民主而是专制，有一套不讲事理不重人性的办法，所以一旦共产党掌权，社会秩序就将大乱，甚至人民的自由也会被剥夺，文化会变成荒漠。
1932年9月18日，傅斯年在《独立评论》发表的《「九一八」一年了》的政论文章中，谈到中国出路问题，他认为国民党自身已腐化堕落，弄得天怒人怨，国势濒危。尽管如此，中国还没有任何其他的政治力量可取而代之，他打個比方说，这就好比明朝灭亡的时候，南京北京的姓朱的都不高明一样。对於有人提出共产党是否可取而代之的疑问，傅斯年的回答是：「共产党自身的力量也正有限，以我前者同共产党共事的经验论，不能不觉得他们也是感情的发泄，并无建国之能力，所做的东西很多还是洋八股。」
抗日戰爭勝利後，隨即爆發國共內戰，北京大學的師生們很多都投向左翼懷抱，連被傅視為「漢忠」的許多學人也對國民政府非常失望，6位院長和羅常培、俞平伯、朱光潛、季羨林、金克木、賀麟、雷海宗、鄭天挺、錢端升、汪敬熙等教授先生都迎接人民解放軍，甚至連傅斯年的親戚俞大紱和陳寅恪（俞是內兄，陳是內表兄）都留在中國大陆時，傅看在眼裏，對此憂心忡忡，一次闲聊时他对李济说：「我要是十七八岁的青年，我也许对共产党发生兴趣。」接着又说：「但我自从与共产党接触以后，绝对不会当共产党！」简短几言透出了他对左派青年的不满与对共产党决绝的态度，这一态度直到他退守台灣都没有改变。
傅斯年在臨終前，曾經寫過四篇文章，分別是《自由與平等》、《蘇聯究竟是甚麼國家？》、《我們為甚麼要反共？》及《共產黨的吸引力》四篇文章，大力宣揚反共抗俄的思想，不但指出蘇聯既沒有自由，也沒有平等，更遑論是經濟上的平等，並指蘇聯是個集人類文明中罪惡之大成的國家，斯大林是個真正集中古代近代的一切壞東西之大成的混蛋。故此他指出，為了中國及世界的文明傳統，保持人類的自尊，以及令人類在世界上活得有意思，不得不向蘇共中共拼命反抗。

## 紀念

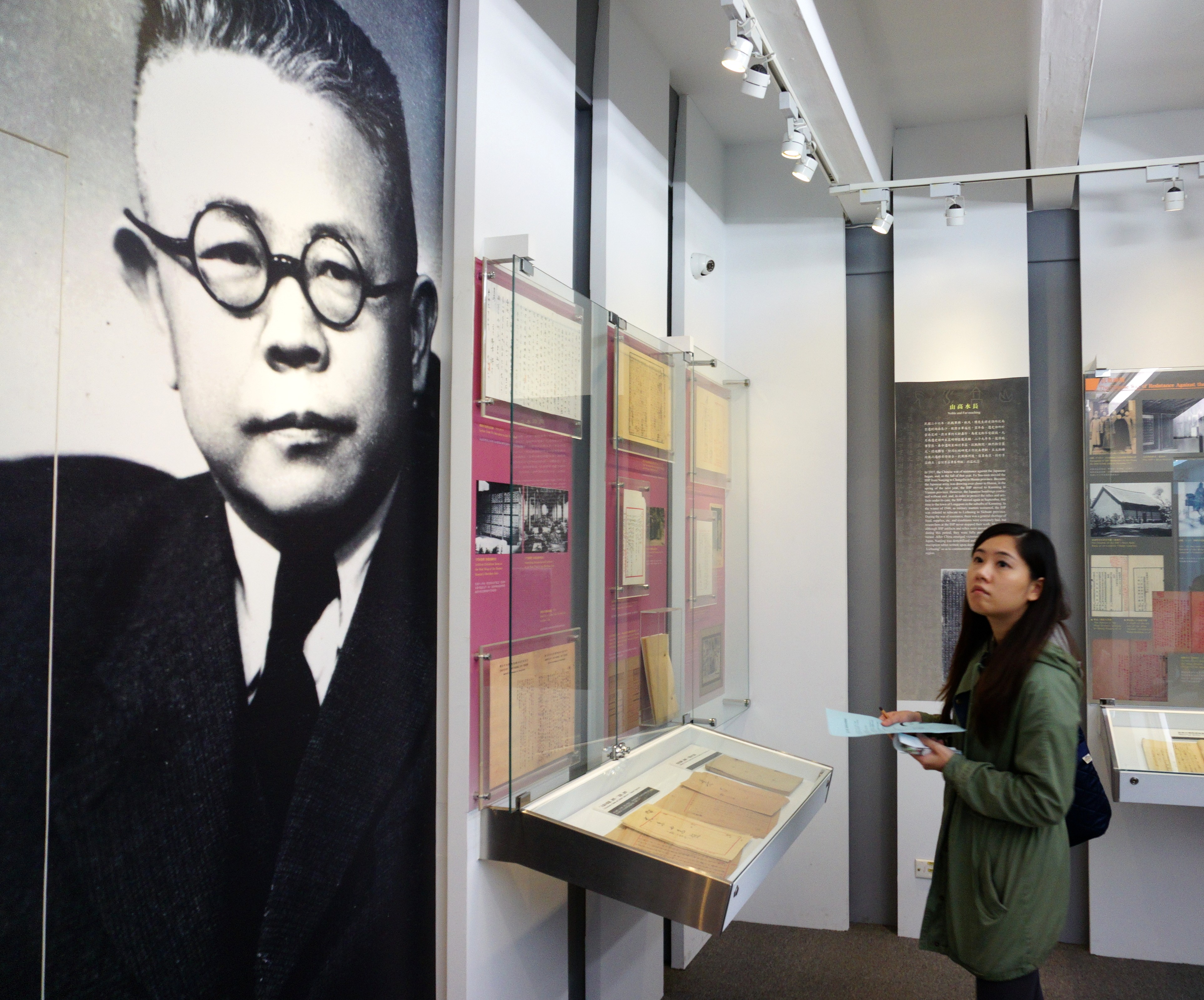
中央研究院傅斯年圖書館內的傅斯年紀念館。

「傅斯年紀念室」位於台北市南港區中央研究院傅斯年圖書館內，內部陳設相關文物，以及相關文獻與著作。並設置相關影音多媒體動畫，呈現傅斯年先生一生與圖書館的相關重要典藏。該紀念室於每週週一至週五均開放參觀。
另在山东省聊城市东关大街路北有「傅斯年陈列馆」又称傅氏祠堂。系傅以渐家祠之正堂。现辟为展厅，主要陈列傅斯年生平事迹大型图片和傅斯年半身汉白玉雕塑。2006年被列为市级重点文物保护单位。
面阔3间，通阔12.8米；进深2间，前带廊厦，实为三间，通深8.2米。祠堂外观为砖墙、瓦顶、硬山脊，正脊饰花草螭吻。祠堂各间面阔相等，均为4米，廊深1.6米。前廊与正堂有木质花棱隔扇，三间隔扇均能作门打开或关闭。堂内有金柱四根，柱高5米，柱础为古镜式，柱间纵距为4.8米，柱头之上是五架梁，其上为三架梁，正中脊瓜柱上是正心桁。梁、檩均有随梁和随檩枋，方椽之上是扒砖顶。北侧金柱距北墙1.3米，墙内藏后檐柱，上梁施抱头与金柱相连。

## 軼事
胡適與傅斯年的友誼亦是眾人皆知，而兩人的機緣的起因在於北大的時期。時年傅斯年21歲，胡適26歲。當時胡適任職北大並作為哲學史的教授，但是大部分的學生對於胡適沒接續前任教授講解的商朝哲學史作更進一步的說明感到不滿。先前傅斯年曾經替班級稟報教授不適任進替換教授之事，因此班級希望傅斯年再向校長稟報一次。傅斯年聽了幾堂課後對同學說：「這教授雖然書讀得不算多，但至少沒出現什麼錯誤，諸位就別鬧了」。此事讓胡適感激不已，時常稱傅斯年為「保駕人」。。
傅斯年曾在中醫問題等，因為反對孔庚的意見，孔庚辯不過他時對他爆出許多粗口之言。脾氣甚硬的傅斯年揚言要與其決鬥。果真傅斯年在散會後就到門口堵人。但一見孔庚70歲年邁的身軀緩緩的走來。傅斯年無奈的說：「不和你決鬥了，你還是繼續罵吧」。
據傳傅斯年擔任台大校長時，有次一通電話：「請問校長在不在？」傅斯年回答:「我就是傅校長。」結果電話那頭氣呼呼的說:「校長就校長，學校哪來的副校長？」，這句話讓傅斯年哭笑不得。

## 评价
胡適曾評價傅斯年：“他的感情是最有熱力，往往帶有爆炸性的；同時他又是最溫柔，最富於理智，最有條理的一個可愛可親的人”、“他能做最細密的繡花針功夫，他又有最大膽的大刀闊斧本領。他是最能做學問的學人，同時又是最能辦事，最有組織才幹的天生領袖人物。”傅斯年在認識丁文江之前，痛恨其政治立場，當著胡適大罵：“我若見了丁文江，一定要殺了他！”後來胡適介紹兩人認識，兩人卻成為莫逆之交。

## 著作

### 單篇論文
- 《歷史語言研究所工作之旨趣》（1928年）（刊於中央研究院歷史語言研究所集刊第1卷第1期：頁3－10）（廣州：中央研究院歷史語言研究所）
- 《周頌說》（1928年）（刊於中央研究院歷史語言研究所集刊第1卷第1期：頁95－112）（廣州：中央研究院歷史語言研究所）
- 《大東小東說》（1930年）（刊於中央研究院歷史語言研究所集刊第2卷第1期：頁101－109）（北平：中央研究院歷史語言研究所）
- 《論所謂「五等爵」》（1930年）（刊於中央研究院歷史語言研究所集刊第2卷第1期：頁110－129）（北平：中央研究院歷史語言研究所）
- 《姜原》（1930年）（刊於中央研究院歷史語言研究所集刊第2卷第1期：頁130－135）（北平：中央研究院歷史語言研究所）
- 《新獲卜辭寫本後記跋》（1930年）（刊於《安陽發掘報告》第二期：頁349－386，上海：中央研究院歷史語言研究所）
- 《本所發掘安陽殷墟之經過》（1930年）（收入《安陽發掘報告》第二期：頁387－404，上海：中央研究院歷史語言研究所）
- 《明清史料發刊例言》（1930年）（收入《明清史料甲編》第一冊：頁1，北平：中央研究院歷史語言研究所）
- 《夷夏東西說》（1933年）（收入《慶祝蔡元培先生六十五歲論文集》頁1093－1134，南京：中央研究院歷史語言研究所）
- 《周東封與殷遺民》（1934年）（刊於中央研究院歷史語言研究所集刊第4卷第3期：頁285－290）（南京：中央研究院歷史語言研究所）

### 講義
- 《戰國子家敘論》（1927年，國立中山大學講義）（後又收入《傅孟真先生集》第2冊、《傅斯年先生全集》第2冊）
- 《詩經講義稿》（1927年，國立中山大學講義）（後又收入《傅孟真先生集》第2冊、《傅斯年先生全集》第1冊）
- 《中國古代文學史講義》（1928年，國立中山大學講義）（後又收入《傅孟真先生集》第2冊、《傅斯年先生全集》第1冊）
- 《史學方法導論》（1933年，國立北京大學講義）（後又收入《傅孟真先生集》第2冊、《傅斯年先生全集》第2冊）

### 單行本
- 《東北史綱》初稿 （1932年，北平：中央研究院歷史語言研究所）（2012年，上海古籍出版社，ISBN: 9787532563135）
- 《城子崖：山東歷城縣龍山鎮之黑陶文化遺址》（1934年，北平：中央研究院歷史語言研究所）
- 《傅斯年先生史學論文集》（1929年～1935年，南京：中央研究院歷史語言研究所）
- 《性命古訓辨證》三卷（1940年，長沙：商務印書館）（2012年，上海古籍出版社，ISBN: 9787532564187）
- 《傅斯年校長最後論著》（1950年，台北：國立臺灣大學）
- 何茲全編，《民族與古代中國史》（2002年，石家莊：河北教育出版社）
- 國立臺灣大學出版中心編，《臺灣大學辦學理念與策略》（2006年，台北：國立臺灣大學）

### 選集
- 《傅斯年選集》（1967年，台北：文星書店）
- 《傅斯年選集》（1971年，台北：傳記文學）

### 全集
- 傅孟眞先生遺著編輯委員會編，《傅孟真先生集》（1952年，台北：國立臺灣大學）
- 傅孟眞先生遺著編輯委員會編，陳槃等校訂增補，《傅斯年全集》（页面存档备份，存于）（1980年，台北：聯經）(現為POD版本)
- 歐陽哲生主編，《傅斯年全集》（2003年，長沙：湖南教育出版社）